# Zinswiller
Zinswiller é uma comuna francesa na região administrativa de Grande Leste, no departamento Baixo Reno. Estende-se por uma área de 7,14 km² com 831 habitantes, segundo estatísticas de 2006, perfazendo uma densidade populacional de 116 hab/km².